# Jaime Ramírez (Fußballspieler, 1931)
Jaime Ramírez Banda (* 14. August 1931 in Santiago de Chile; † 26. Februar 2003 ebenda) war ein chilenischer Fußballspieler und -trainer. Mit der Nationalmannschaft seines Heimatlandes nahm er an der Fußball-Weltmeisterschaft 1962 im eigenen Land teil, wo die Chilenen überraschend Platz 3 belegten. Er spielte insgesamt bei 13 verschiedenen Vereinen und gewann zwischen 1956 und 1971 dreimal die Chilenische Fußballmeisterschaft.

## Nationalmannschaft
Sein Debüt in der chilenischen Nationalmannschaft gab Ramírez im Jahr 1954 bei der 1:2-Niederlage gegen Peru. Insgesamt bestritt Ramírez 36 Spiele für die Auswahl seines Heimatlandes und erzielte dabei 13 Tore. Mit Chile nahm er an der Weltmeisterschaft 1962 im eigenen Land teil, wo er in sechs Spielen zwei Mal das Tor traf, einmal gegen die Schweiz zum 2:1-Endstand und einmal im Skandalspiel gegen Italien. Zum Ende seiner Karriere hin nahm er 35-jährig an seiner zweiten Weltmeisterschaft teil, 1966 in England schied Chile jedoch schon in der Vorrunde aus.
Jaime Ramírez starb 2003 im Alter von 71 Jahren.

## Titel
- Chilenische Fußballmeisterschaft (3): 1956, 1962, 1971